# Scinax quinquefasciatus
Scinax quinquefasciatus és una espècie de granota que es troba a Colòmbia i l'Equador.